# Stenkil
Stenkil (eller Steinkel; født omkring 1030, død 1066) var konge af Sverige ca. 1060 til ca. 1066. Stenkil var stormand fra Västergötland som fulgte Emund den gamle på tronen. Han blev valgt til konge, da Emund ikke havde nogen overlevende søn og Stenkil var gift med en datter af denne (eller måske Maria Anundsdotter, en datter af dennes bror, Emunds forgænger på tronen Anund Jacob). Man tror at Stenkil på trods af sit gode forhold til stiftet Hamburg-Bremen har hindret biskop Adalvard d.y.s planer om at brænde det hedenske tempel i Uppsala ned, måske fordi han frygtede at den hedenske reaktion kunne blive for voldsom . På den anden side hjalp han også Adalvard med at indsætte en biskop i Sigtuna. 
Efter Stenkils død var der stridigheder mellem Erik Stenkilsson (som måske var Stenkils søn) og Erik Hedningen, som begge gjorde krav på tronen. Herefter har der så mindst være fire konger (Halsten, Inge d.æ., Filip og Inge d.y.), som var efterkommere af Stenkil, af denne grund betegnes de som den stenkilske slægt, desuden står mange af de andre regenter i 1100-tallet sandsynligvis i et familieforhold med Stenkil.
Stenkil nævnes i den islanske Hervara saga, og her står der at han døde på den samme tid som den norske konge Harald Hårdråde, som det vides at døde i England i 1066 og som Stenkil modarbejdede ved at støtte Håkon Jarl, som også gjorde krav på den norske trone. Desuden nævnes der i sagaen at Stenkils moder hed Astrid Njalsdotter og var datter af Finn Skjalges søn Njal af Hålogaland og at Stenkils far var Ragnvald den gamle, samt at han opvoksede i Staraja Ladoga.
Endvidere påstås der at han var efterkommer af vikingen Skagul Toste.
Børn:
1. Halsten
2. Inge d.æ.
3. Olof
4. Erik Stenkilsson (usikkert om søn)
5. datter gift med Blod-Sven

## Eksterne kilder og henvisninger
- Stenkil (Webside ikke længere tilgængelig) Biografi på riksarkivet.se

| StenkilStenkilska husetFødt: 1030 Død: 1066 |                              |                             |
| Titler som regent                           |                              |                             |
| Foregående: Emund den gamle                 | Konge af Sverige 1060 - 1066 | Efterfølgende: Erik og Erik |